# Crassispira soamanitraensis
Crassispira soamanitraensis é uma espécie de gastrópode do gênero Crassispira, pertencente à família Pseudomelatomidae.